# الأكاديمية الإسلامية السعودية
الأكاديمية الإسلامية السعودية هي كانت مدرسة كلية إعدادية دولية في شمال فرجينيا، وهي معتمدة من الرابطة الجنوبية للكليات والمدارس،  كانت الاكاديمية تمتلك فصول لمرحلة ما قبل الروضة إلى الصف الثاني عشر، وكان يدرس بها أكثر من 1200 طالب. بتمويل من سفارة المملكة العربية السعودية في واشنطن العاصمة.
أغلقت المدرسة في عام 2016 وحلت محلها أكاديمية الملك عبد الله الجديدة في وقت لاحق من ذلك العام.

## نظرة عامة
تأسست المدرسة في 1984 من قبل حكومة المملكة العربية السعودية، وكان مقرها في مقاطعة فيرفاكس بولاية فرجينيا، وتقدم التعليم من الحضانة حتى الثانية عشر، وكانت المدرسة ثنائية اللغة مع فصول باللغة الإنجليزية والعربية .

## التاريخ
تأسست المدرسة في أغسطس عام 1984 بموجب مرسوم من الملك فهد وتشمل فصول حتى السادس،  وقد اشترت الحكومة السعودية الحرم الجامعي الذي تبلغ مساحته 34 فدانًا في مدرسة فيرفاكس المسيحية السابقة في فيرفاكس مقابل 3 ملايين دولار كموقع للمدرسة.
بحلول عام 1986 استأجرت المدرسة مدرسة دن لورنج الابتدائية السابقة، والتي كانت قد أغلقت في عام 1978 لتوفير مساحة أكبر تغطي أعداد الطلاب المتزايد. ووسعت المدرسة برنامجها التعليمي ليشمل الصفوف 7-12.
عندما انتهت مدة عقد إيجار دن لورنج استأجرت المدرسة مدرسة Mount Vernon الثانوية السابقة في بالقرب من الإسكندرية،  وأنفقت 5 ملايين دولار لتجديد المبنى الذي يبلغ عمره 50 عامًا تقريبًا،  وانتقلت الأكاديمية إلى موقع الإسكندرية في عام 1989.
في ديسمبر 2015 كانت هناك خطط للمدرسة للانتقال إلى حرم جامعي جديد بالقرب من هرندون .
تم إغلاق الاكاديمية في يونيو 2016،  وافتتحت بدلاً منها أكاديمية الملك عبد الله بالقرب من هرندون في خريف عام 2016.

## البرامج والأنشطة
يتضمن منهج المدرسة الدراسات الإسلامية والإسلام للمبتدئين، واللغة العربية، والرياضيات، والعلوم، واحاسبات، والفن، واللغة الإنجليزية، والدراسات الاجتماعية، والتربية البدنية.
كان لدى المدرسة أيضًا برنامج تحديد المستوى المتقدم وبرنامج لتعليم اللغة الإنجليزية كلغة ثانية،  حصلت المدرسة أيضًا على برنامج البكالوريا الدّوليّة حتى يتمكن طلابها من التخرج مع دبلوم البكالوريا الدولية.
شاركت المدرسة في العديد من الأنشطة اللامنهجية التعليمية والقيادية، وكانت تقيم معرض علمي سنوي وبرنامج درامي لوليم شكسبير، وكان الطلاب مشاركين نشطين في برنامج الأمم المتحدة النموذجي، وبرنامج الفصل الرئاسي، والعديد من البرامج الأخرى.

## روابط خارجية
- موقع الاكاديمية الرسمي (ارشيف)